# Grammy Award for Best Alternative Music Album
Der Grammy Award for Best Alternative Music Album, auf Deutsch „Grammy-Award für das beste Alternative-Album“, ist ein Musikpreis, der bei den jährlich stattfindenden Grammy Awards verliehen wird. Ausgezeichnet werden Musiker oder Bands für besonders hochqualitative Alben aus dem Bereich Alternative.

## Hintergrund und Geschichte
Seit 1958 werden die Grammy Awards (eigentlich Grammophone Awards) jährlich in zahlreichen Kategorien von der The Recording Academy, früher National Academy of Recording Arts and Sciences (NARAS), in den Vereinigten Staaten von Amerika vergeben, um künstlerische Leistung, technische Kompetenz und hervorragende Gesamtleistung ohne Rücksicht auf die Album-Verkäufe oder Chart-Position zu ehren.

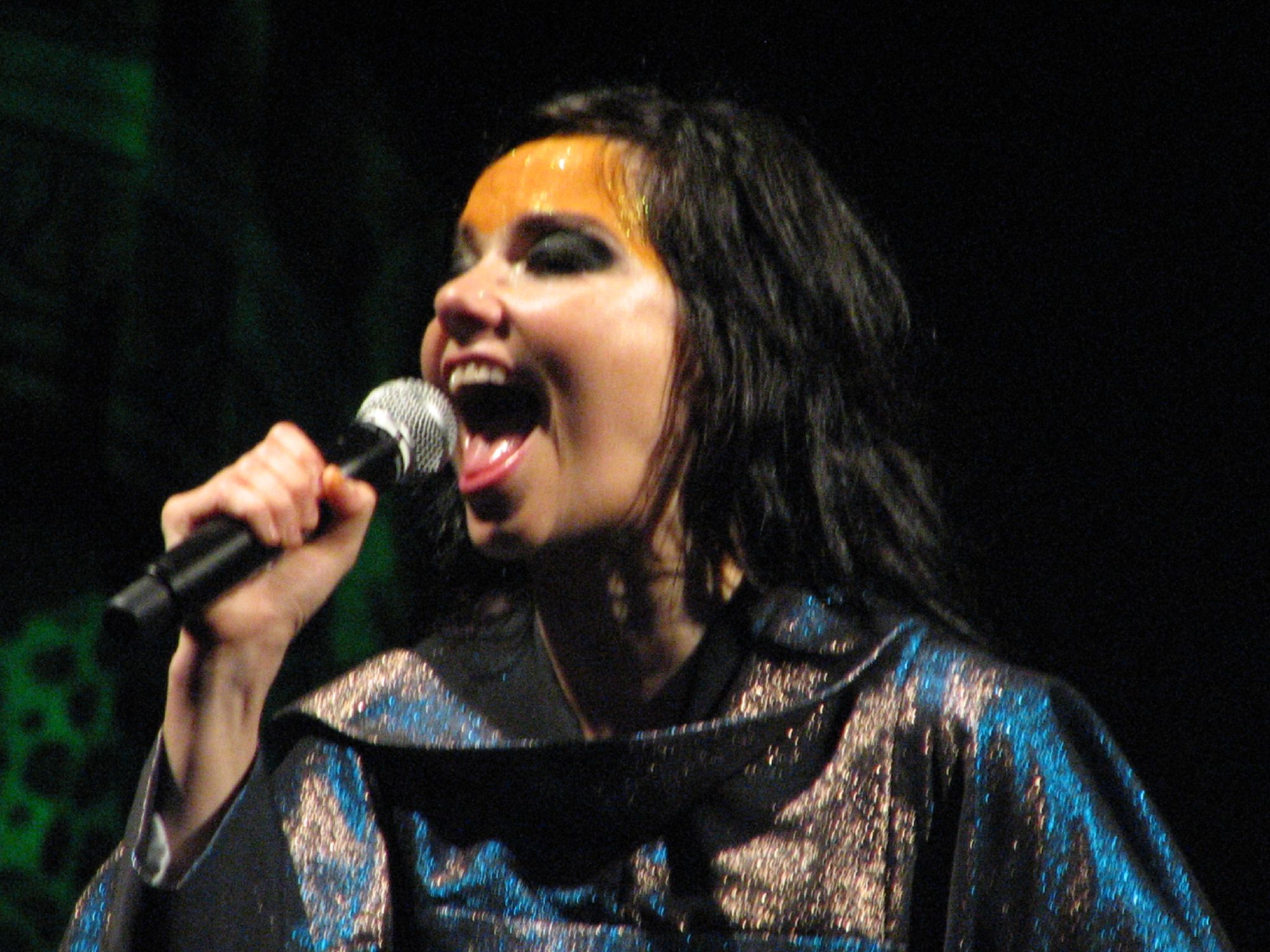
Die isländische Sängerin Björk wurde neunmal nominiert, konnte den Preis jedoch nie gewinnen.

Der Grammy Award for Best Alternative Music Album wurde erstmals 1991 vergeben, um Musikalben auszuzeichnen, die sich abseits des musikalischen Mainstream bewegen und „sehr häufig auf College-Radio-Stationen gespielt werden“ („heavily played on college radio stations“). Bei der Nominierung werden dabei Gesangs- und Instrumentalalben der Alternative Music berücksichtigt, auf denen mindestens 51 % neu aufgenommenes Material enthalten ist; „Alternative“ ist dabei ein „nicht-traditionelles Genre außerhalb des Mainstream-Bewusstseins“ (“non-traditional form that exist (at least initially) outside of the mainstream music consciousness.”) und umfasst Produktionen aus den Bereichen Rock, Pop, R&B, Dance, Folk und Klassik (“Its avant-garde approach may utilize new technology or new production techniques and contain elements of rock, pop, R&B, dance, folk, or even classical musical styles.”).
Im Jahr 1991 sowie von 1994 bis 1999 hieß der Award Best Alternative Music Performance. Seit 2001 beinhalten die Award-Empfänger neben den Künstlern auch die Produzenten und Toningenieure und -mixer. Im Jahr 2023 wird erstmals ein eigener Grammy für die Best Alternative Music Performance vergeben.

## Statistik
Bis 2010 teilen sich die Bands Radiohead und The White Stripes sowie der Musiker Beck mit jeweils drei Auszeichnungen in dieser Kategorie den Rekord für die häufigsten Auszeichnungen. Thom Yorke, der Sänger von Radiohead, wurde zudem 2007 für sein Solo-Album The Eraser nominiert. Coldplay und Vampire Weekend haben den Preis jeweils zweimal erhalten, die ersteren in zwei aufeinanderfolgenden Jahren. Amerikanische Künstler wurden am häufigsten mit dem Preis ausgezeichnet, britische Künstler erhielten ihn fünfmal, irische zweimal und jeweils einmal ging er an australische und französische Künstler.
Die isländische Künstlerin Björk hält den Rekord für die meisten Nominierungen ohne Auszeichnung, sie wurde von 1996 bis 2019 achtmal nominiert, eine weitere Nominierung erfolgte 2023.

## Gewinner und nominierte Künstler
| Jahr                               | Künstler / Band   | Nationalität           | Werk                             | Weitere nominierte Künstler | Bilder der Künstler                            |
| ---------------------------------- | ----------------- | ---------------------- | -------------------------------- | --- | ---------------------------------------------- |
| Best Alternative Music Performance |                   |                        |                                  | |                                                |
| 1991 20. Februar 1991              | Sinéad O’Connor   | Irland                 | I Do Not Want What I Haven’t Got | - Laurie Anderson – Strange Angels - Kate Bush – The Sensual World - The Replacements – All Shook Down - World Party – Goodbye Jumbo                                                                              | Sinéad O’Connor, 2008                          |
| Best Alternative Music Album       |                   |                        |                                  | |                                                |
| 1992 25. Februar 1992              | R.E.M.            | Vereinigte Staaten     | Out of Time                      | - Elvis Costello – Mighty Like a Rose - Jesus Jones – Doubt - Nirvana – Nevermind - Richard Thompson – Rumor and Sigh                                                                                             | REM in Padua, 2003                             |
| 1993 24. Februar 1993              | Tom Waits         | Vereinigte Staaten     | Bone Machine                     | - The B-52s – Good Stuff - The Cure – Wish - Morrissey – Your Arsenal - XTC – Nonsuch | Tom Waits, 2008                                |
| Best Alternative Music Performance |                   |                        |                                  | |                                                |
| 1994 1. März 1994                  | U2                | Irland                 | Zooropa                          | - Belly – Star - Nirvana – In Utero - R.E.M. – Automatic for the People - The Smashing Pumpkins – Siamese Dream                                                                                                   | U2, 2005                                       |
| 1995 1. März 1995                  | Green Day         | Vereinigte Staaten     | Dookie                           | - Tori Amos – Under the Pink - Crash Test Dummies – God Shuffled His Feet - Sarah McLachlan – Fumbling Towards Ecstasy - Nine Inch Nails – The Downward Spiral                                                    | Green Day, 2009                                |
| 1996 28. Februar 1996              | Nirvana           | Vereinigte Staaten     | MTV Unplugged in New York        | - Björk – Post - Foo Fighters – Foo Fighters - PJ Harvey – To Bring You My Love - The Presidents of the United States of America – The Presidents of the United States of America                                 | Nirvana, 1992                                  |
| 1997 26. Februar 1997              | Beck              | Vereinigte Staaten     | Odelay                           | - Tori Amos – Boys for Pele - Tracy Bonham – The Burdens of Being Upright - R.E.M. – New Adventures in Hi-Fi - The Smashing Pumpkins – Mellon Collie and the Infinite Sadness                                     | Beck, 2005                                     |
| 1998 25. Februar 1998              | Radiohead         | Vereinigtes Königreich | OK Computer                      | - Björk – Homogenic - David Bowie – Earthling - The Chemical Brothers – Dig Your Own Hole - The Prodigy – The Fat of the Land                                                                                     | Thom Yorke (Radiohead)                         |
| 1999 25. Februar 1999              | Beastie Boys      | Vereinigte Staaten     | Hello Nasty                      | - Tori Amos – From the Choirgirl Hotel - PJ Harvey – Is This Desire? - Radiohead – Airbag / How Am I Driving? - The Smashing Pumpkins – Adore                                                                     | Beastie Boys                                   |
| Best Alternative Music Album       |                   |                        |                                  | |                                                |
| 2000 23. Februar 2000              | Beck              | Vereinigte Staaten     | Mutations                        | - Tori Amos – To Venus and Back - Fatboy Slim – You’ve Come a Long Way, Baby - Moby – Play - Nine Inch Nails – The Fragile                                                                                        | Beck, 2005                                     |
| 2001 23. Februar 2001              | Radiohead         | Vereinigtes Königreich | Kid A                            | - Fiona Apple – When the Pawn… - Beck – Midnite Vultures - The Cure – Bloodflowers - Paul McCartney – Liverpool Sound Collage                                                                                     | Radiohead, 2006                                |
| 2002 27. Februar 2002              | Coldplay          | Vereinigtes Königreich | Parachutes                       | - Tori Amos – Strange Little Girls - Björk – Vespertine - Fatboy Slim – Halfway Between the Gutter and the Stars - Radiohead – Amnesiac                                                                           | Chris Martin (Coldplay)                        |
| 2003 27. Februar 2003              | Coldplay          | Vereinigtes Königreich | A Rush of Blood to the Head      | - Beck – Sea Change - Clinic – Walking with Thee - Elvis Costello and the Imposters – Cruel Smile - The Soundtrack of Our Lives – Behind the Music                                                                | Coldplay, 2008                                 |
| 2004 8. Februar 2004               | The White Stripes | Vereinigte Staaten     | Elephant                         | - The Flaming Lips – Fight Test - Radiohead – Hail to the Thief - Sigur Rós – ( ) - Yeah Yeah Yeahs – Fever to Tell                                                                                               | Jack White und Meg White (The White Stripes)   |
| 2005 13. Februar 2005              | Wilco             | Vereinigte Staaten     | A Ghost Is Born                  | - Björk – Medúlla - Franz Ferdinand – Franz Ferdinand - PJ Harvey – Uh Huh Her - Modest Mouse – Good News for People Who Love Bad News                                                                            | Wilco                                          |
| 2006 8. Februar 2006               | The White Stripes | Vereinigte Staaten     | Get Behind Me Satan              | - Arcade Fire – Funeral - Beck – Guero - Death Cab for Cutie – Plans - Franz Ferdinand – You Could Have It So Much Better                                                                                         | Jack White und Meg White (The White Stripes)   |
| 2007 11. Februar 2007              | Gnarls Barkley    | Vereinigte Staaten     | St. Elsewhere                    | - Arctic Monkeys – Whatever People Say I Am, That’s What I’m Not - The Flaming Lips – At War with the Mystics - Yeah Yeah Yeahs – Show Your Bones - Thom Yorke – The Eraser                                       | Danger Mouse und Cee-Lo Green (Gnarls Barkley) |
| 2008 10. Februar 2008              | The White Stripes | Vereinigte Staaten     | Icky Thump                       | - Lily Allen – Alright, Still - Arcade Fire – Neon Bible - Björk – Volta - The Shins – Wincing the Night Away | The White Stripes, 2007                        |
| 2009 8. Februar 2009               | Radiohead         | Vereinigtes Königreich | In Rainbows                      | - Beck – Modern Guilt - Death Cab for Cutie – Narrow Stairs - Gnarls Barkley – The Odd Couple - My Morning Jacket – Evil Urges                                                                                    | Ed O’Brien (Radiohead)                         |
| 2010 31. Januar 2010               | Phoenix           | Frankreich             | Wolfgang Amadeus Phoenix         | - David Byrne and Brian Eno – Everything That Happens Will Happen Today - Death Cab for Cutie – The Open Door EP - Depeche Mode – Sounds of the Universe - Yeah Yeah Yeahs – It’s Blitz!                          | Phoenix, 2007                                  |
| 2011 13. Februar 2011              | The Black Keys    | Vereinigte Staaten     | Brothers                         | - Arcade Fire – The Suburbs - Band of Horses – Infinite Arms - Broken Bells – Broken Bells - Vampire Weekend – Contra                                                                                             | Los Angeles, 2008                              |
| 2012 12. Februar 2012              | Bon Iver          | Vereinigte Staaten     | Bon Iver                         | - Death Cab for Cutie – Codes and Keys - Foster the People – Torches - My Morning Jacket – Circuital - Radiohead – The King of Limbs                                                                              | Bon Iver, 2008                                 |
| 2013 10. Februar 2013              | Gotye             | Australien             | Making Mirrors                   | - Fiona Apple – The Idler Wheel Is Wiser Than the Driver of the Screw and Whipping Cords Will Serve You More Than Ropes Will Ever Do - Björk – Biophilia - M83 – Hurry Up, We’re Dreaming - Tom Waits – Bad As Me | Gotye, 2007                                    |
| 2014 26. Januar 2014               | Vampire Weekend   | Vereinigte Staaten     | Modern Vampires of the City      | - Neko Case – The Worse Things Get, the Harder I Fight, the Harder I Fight, the More I Love You - The National – Trouble Will Find Me - Nine Inch Nails – Hesitation Marks - Tame Impala – Lonerism               | Vampire Weekend, 2012                          |
| 2015 8. Februar 2015               | St. Vincent       | Vereinigte Staaten     | St. Vincent                      | - Alt-J – This Is All Yours - Arcade Fire – Reflektor - Cage the Elephant – Melophobia - Jack White – Lazaretto                                                                                                   | St. Vincent, 2014                              |
| 2016 16. Februar 2016              | Alabama Shakes    | Vereinigte Staaten     | Sound & Color                    | - Björk – Vulnicura - My Morning Jacket – The Waterfall - Tame Impala – Currents - Wilco – Star Wars | Alabama Shakes, 2014                           |
| 2017 12. Februar 2017              | David Bowie       | Vereinigtes Königreich | Blackstar                        | - Bon Iver – 22, A Million - PJ Harvey – The Hope Six Demolition Project - Iggy Pop – Post Pop Depression - Radiohead – A Moon Shaped Pool                                                                        | David Bowie, 2002                              |
| 2018 28. Januar 2018               | The National      | Vereinigte Staaten     | Sleep Well Beast                 | - Arcade Fire – Everything Now - Gorillaz – Humanz - LCD Soundsystem – American Dream - Father John Misty – Pure Comedy                                                                                           | The National, 2010                             |
| 2019 10. Februar 2019              | Beck              | Vereinigte Staaten     | Colors                           | - Arctic Monkeys – Tranquility Base Hotel & Casino - Björk – Utopia - David Byrne – American Utopia - St. Vincent – Masseduction                                                                                  | Beck, 2005                                     |
| 2020 26. Januar 2020               | Vampire Weekend   | Vereinigte Staaten     | Father of the Bride              | - Big Thief – U.F.O.F. - James Blake – Assume Form - Bon Iver – I, I - Thom Yorke – Anima | Vampire Weekend, 2009                          |
| 2021 14. März 2021                 | Fiona Apple       | Vereinigte Staaten     | Fetch the Bolt Cutters           | - Beck – Hyperspace - Phoebe Bridgers – Punisher - Brittany Howard – Jaime - Tame Impala – The Slow Rush | Fiona Apple (2015)                             |
| 2022 3. April 2022                 | St. Vincent       | Vereinigte Staaten     | Daddy’s Home                     | - Fleet Foxes – Shore - Halsey – If I Can’t Have Love, I Want Power - Japanese Breakfast – Jubilee - Arlo Parks – Collapsed in Sunbeams                                                                           | St. Vincent (2021)                             |
| 2023 5. Februar 2023               | Wet Leg           | Vereinigtes Königreich | Wet Leg                          | - Arcade Fire – WE - Big Thief – Dragon New Warm Mountain I Believe in You - Björk – Fossora - Yeah Yeah Yeahs – Cool It Down                                                                                     | Wet Leg, 2022                                  |
| 2024 4. Februar 2024               | Boygenius         | Vereinigte Staaten     | The Record                       | - Arctic Monkeys – The Car - Lana Del Rey – Did You Know That There’s a Tunnel Under Ocean Blvd - Gorillaz – Cracker Island - PJ Harvey – I Inside the Old Year Dying                                             |                                                |
| 2025 2. Februar 2025               | St. Vincent       | Vereinigte Staaten     | All Born Screaming               | - Wild God von Nick Cave and the Bad Seeds - Charm von Clairo - The Collective von Kim Gordon - What Now von Brittany Howard                                                                                      | St. Vincent 2022                               |